# Marko Marić (calciatore 1983)
Marko Marić (Zagabria, 25 aprile 1983) è un ex calciatore croato, di ruolo centrocampista.